# Малахітова скринька (опера)
«Малахітова скринька» (рос. Малахитовая шкатулка) — опера-казка Дмитра Батіна за мотивами творів Павла Бажова.
Ставилася на сценах Пермського та Магнітогорського театрів опери та балету.

## Сюжет[5]

### Перша дія
У роздумах Степан бродить поблизу малахітової шахти. Виходить Настуся, слід діалог про їх бажання отримати вільну і одружитися. Виходять кріпаки юнаки і дівчата, які танцюють хоровод. Все окрім Степана покидають сцену. З'являється Господиня Мідної гори і обіцяє вийти за нього заміж якщо він перестане добувати малахіт. Степан відмовляється.
Ранок. Робітники збираються в гори. Дружина прикажчика повідомляє, що Імператриця обіцяла нагороду тому, хто дістане брилу малахіту у 5 сажнів. Прикажчик за це обіцяє вільну. Степан передає наказ Господині Мідної гори. Його велять відшмагати і прикувати в копальні. З'являється Господиня Мідної гори і показує Степану багатства гори. Бачення зникає, з'являється Прикажчик. Степан вибиває малахитовую брилу у 5 сажнів. З'являється Господиня Мідної гори, передає осколок Настусі і манить Степана.

### Друга дія
Через роки після зникнення Степана Настуся виховує доньку Танюшу. Танюша має популярність серед хлопців, але захоплена тільки малахітовою скринькою що залишив батько. З'являється Жебрачка, просить про нічліг. Наодинці з Тетянкою виявляється, що вона — Господиня Мідної гори, обіцяє взяти її в гори якщо та відвідає Малахітовий зал Імператриці.
Дружина прикажчика підпалює будинок Настусі за відмову продати малахитовую скриньку. Врятувалася Настуся вирішує продати скриньку Дружині прикажчика. Та одягає прикраси, які їй не в пору. Танюша одягає прикраси, Пане Турчанінов закохується в неї. Вона обіцяє вийти за пана, якщо той покаже їй Малахітовий зал Імператриці.
Палац Імператриці. В очікуванні Танюші Імператриця велить фрейлінам танцювати. З'являється Танюша, всі визнають її красунею. Танюша проходить через зал, ігноруючи пана і Імператрицю, до стіни, де бачить Господиню Медної гори. Стіна розступається, Господиня захоплює Танюшу за собою.